# Громадський транспорт Риги
Громадський транспорт у Ризі складається із автобусних, тролейбусних, трамвайних, мікроавтобусних та нічних автобусних маршрутів, які забезпечує ризьке муніципальне товариство із обмеженою відповідальністю Rīgas Satiksme. Загалом ця мережа громадського транспорту досить рівномірно покриває усю територію Риги, а також регіону навколо адміністративних меж міста. У Ризі налічується 56 автобусних, 17 тролейбусних та 8 трамвайних ліній із загальною довжиною 1293,81 км, а також 24 мікроавтобусних та 9 нічних автобусних ліній. Загальний автопарк підприємства Rīgas Satiksme складається із 1076 одиниць транспорту, серед яких 478 автобуси, 346 тролейбусів та 252 трамвайних вагони.
Щодня громадський транспорт у Ризі (не враховуючи мікро- та нічні автобуси) використовує приблизно 500 тисяч осіб, впродовж року їх кількість досягає 150 526 484 осіб (у 2014 році).

## Автобуси
Автобусне сполучення у Ризі було відкрите у 1924 році. Загальна довжина автобусних маршрутів становить 883 км. Наразі у Ризі налічується 55 автобусних маршрутів, а автобусний парк складається із 478 автобусів. У місті є 2 автобусних парки. Використовуються автобуси фірм Mercedes-Benz, Solaris та Ikarus. 

### Історія
Перші автобуси, які тягли коні, почали їздити місто у 1852 році, а у 1913 році їх змінили перші електричні автобуси. Перші лінії автобусного сполучення були відкриті у 1924 році. До 1938 року всі автобусні лінії належали приватним підприємствам. На 19 автобусних лініях курсував 151 автобус; вони перевозили 29,25 млн пасажирів. Муніципальний автобусний громадський транспорт був відкритий 1 липня 1938 року.
Після Другої світової війни автобусне сполучення Риги було на межі закриття, адже у 1944 році в місті залишилися лише 4 автобуси. У 1946 році було засновано 1-й Ризький автобусний парк, підпорядкований Міністерству автотранспорту; в останні роки до розвалу СРСР він був підпорядкований Ризькому виконавчому комітету. На початку свого існування цей автобусний парк налічував приблизно 50 одиниць транспортних засобів.
Після початку вдосконалення транспортного сполучення та інфрастуктури у 1960-х рр. автопарк був замінений автобусами марки Ikarus, придбаними з Угорщини, які здійснювали пасажирські перевезення. Також було покращено й оптимізовано автобусні маршрути та збудовано новий центральний автовокзал. За радянських часів автобусний квиток на проїзд у межах міста коштував 5 копійок.
У 1992 році під час реорганізації автобусного парку Риги для здіснення пасажирських перевезень було утворено два різні муніципальні підприємства: автобусні парки «Іманта» (латис. «Imanta») і «Талава» (латис. «Tālava»), які здійснювали перевезення на лівому і правому берегах Даугави відповідно; у 2003 році вони були об'єднані у підприємство Rīgas Satiksme. Технічний стан автобусів Ikarus у обох новостворених підприємствах був досить незадовільний. Перші автобуси, вироблені в Європі, були завезені зі скандинавських країн. Щоб придбати нові автобуси для відновлення автобусного парку та почати спорудження центру технічного обслуговування, у 1993 році обидва підприємства зацікавилися можливостями отримання кредиту від Світового банку. У 1997 році було підписано угоду про надання коштів, а вже у листопаді було закуплено перші 52 автобуси марки Mercedes-Benz.
У вересні 1996 року у рамках експерименту в автобусах почали працювати кондуктори, замість яких з 1970-х рр. в автобусах були автомати з продажу квитків, метою встановлення яких було зниження цін на квитки. Пізніше підприємства постановили, що кондуктори мають працювати практично на всіх маршрутах за винятком комерційних експрес-автобусів, у яких обов'язки кондуктора виконував водій. У 1997 році був відкритий перший автобусний комерційний експрес-маршрут, який не зупинявся на окремих зупинках за маршрутом. Таким чином, за дещо вищу ціну квитка пасажири мали можливість доїхати до кінцевого пункту швидше.

### Моделі автобусів
| Виробник      | Модель       |
| ------------- | ------------ |
| Mercedes-Benz | Türk O345    |
| Mercedes-Benz | Türk O345G   |
| Mercedes-Benz | Citaro O530  |
| Mercedes-Benz | Citaro O530L |
| Mercedes-Benz | Citaro O530G |
| Solaris       | Urbino 12    |
| Solaris       | Urbino 15    |
| Solaris       | Urbino 18    |
| Ikarus        | E91          |

| Виробник | Модель |
| -------- | ------ |
| Ikarus   | 260    |
| Ikarus   | 280    |

## Тролейбуси

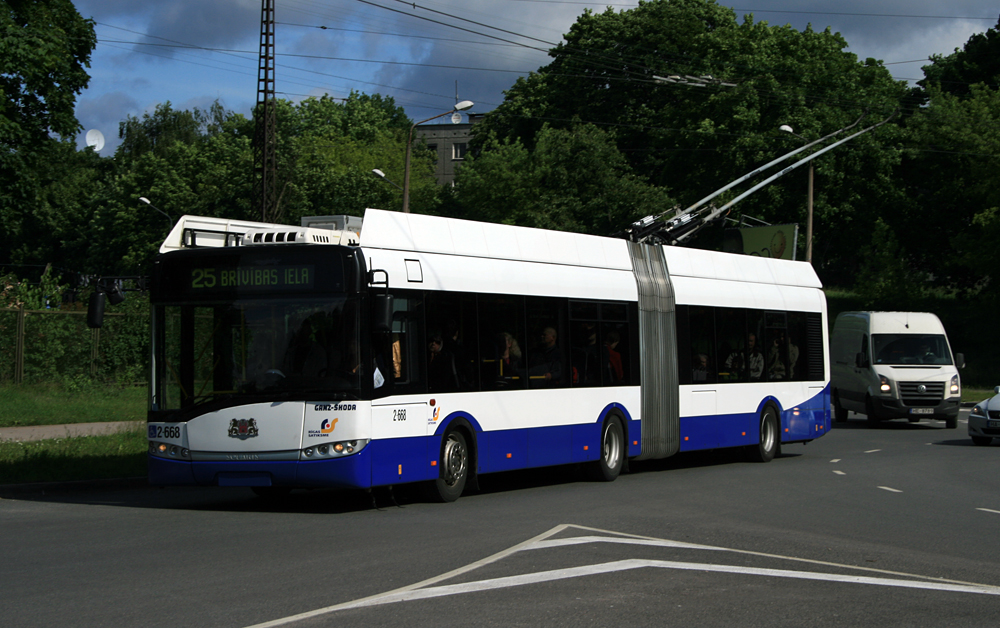
Тролейбус Solaris Trollino 18 III (GST-18)

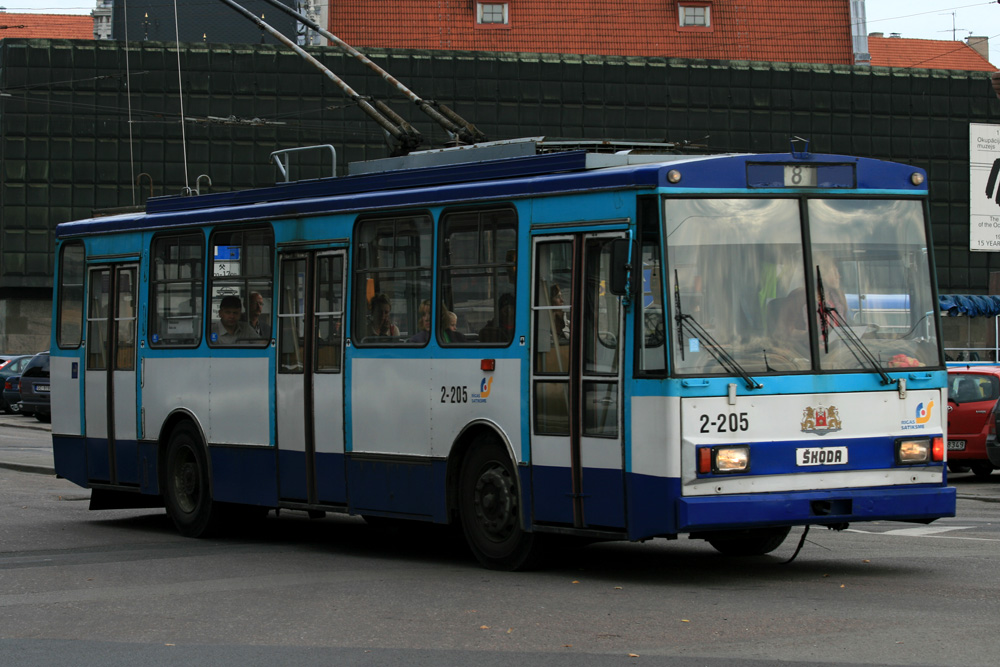
Тролейбус Škoda 14Tr02/6

Тролейбусне сполучення у Ризі було відкрите 4 листопада 1947 року. Загальна довжина тролейбусних маршрутів становить 169 км. Наразі у Ризі налічується 19 тролейбусних маршрутів, а тролейбусний парк складається із 346 тролейбусів. У місті є 2 тролейбусних парки. Використовуються наступні моделі тролейбусів: Solaris Trollino 18, Škoda 24Tr Irisbus, Škoda 27Tr Solaris.

### Історія
Перший тролебусний маршрут у Ризі проходив від вулиці Даугавпілс до саду Вієстура. Він був відкритий 4 листопада 1947 року о 16:30 на перехресті вулиці Кріш'яня Валдемара та бульвару Калпака. Для відкриття цієї лінії з бюджету були виділені кошти, які були передбачені для нової трамвайної лінії; метою цього було відведення більш повільних трамваїв подалі від центру міста.
Спочатку у місті курсували тролейбуси, вироблені до війни на Ярославльському автобусному заводі, які вже були у використанні. Перші тролейбуси базувалися у депо №1 (зараз — трамвайне депо №5) на вулиці Брівібас, пізніше їх перемістили до трамвайного депо №2 (зараз — тролейбусний парк №1) на вулиці Ґанібу дамбіс. У 1948 році було відкрито тролейбусну лінію від Центрального ринку до мікрорайону Саркандаугава, яку невдовзі продовжили до мікрорайону Межапаркс. У 1950-х рр. тролейбусний парк поповнився тролейбусами, виготовленими у м. Енгельс (Росія).
У 1961 році були відкриті дві нові тролейбусні лінії: лінія №7 до мікрорайону Агенскалнс та лінія №9 до вулиці Буллю.
Перші вироблені у Чехії тролейбуси марки Škoda, які були технічно кращими за тролейбуси, виготовлені в Росії, почали курсувати у Ризі у 1961 році, але у 2001 році їх повністю зняли з експлуатації. Загалом використовувалися 10 версій цієї моделі тролейбусів, починаючи з тролейбусів Škoda 12Tr14, отриманих у 1969 році, перші з яких були списані вже у 1984 році, та закінчуючи тролейбусами Škoda 12TrH29, отриманими у 1981 році, останній з яких був списаний у 2001 році.
Перші тролейбуси марки Škoda наступного покоління (модель Škoda 14Tr01) були отримані містом у 1982 році та введені в експлуатацію 21 лютого 1983 року. Тролейбуси наступної модифікації (модель Škoda 14Tr02) з'явилися в місті у 1984 році і їх закупали до 1989 року.
Наприкінці 1990-х років почалася модернізація тролейбусного парку — було придбано покращені версії тролейбусів Škoda 14Tr і Škoda 15Tr, а саме Škoda 14TrM та Škoda 15TrM. У 1999 році в рамках експерименту був придбаний тролейбус АКСМ-333, вироблений на білоруському заводі Белкомунмаш; у 2001 році було придбано ще 10 таких тролейбусів.
З 2001 по 2007 рік були придбані 52 тролейбуси Solaris Trollino 18. З 2007 по 2009 рік було придбано 150 тролейбусів Škoda 24Tr Irisbus, більша частина яких була оснащена дизельними генераторами. Після цього більшість тролейбусів Škoda 14Tr були списані, і з липня 2016 року вони більше не курсували містом.
З жовтня 2014 року почалася закупівля тролейбусів Škoda 27Tr Solaris. Всього планувалося закупити 125 тролейбусів із вузлами сполученням та дизельними генераторами.

### Моделі тролейбусів

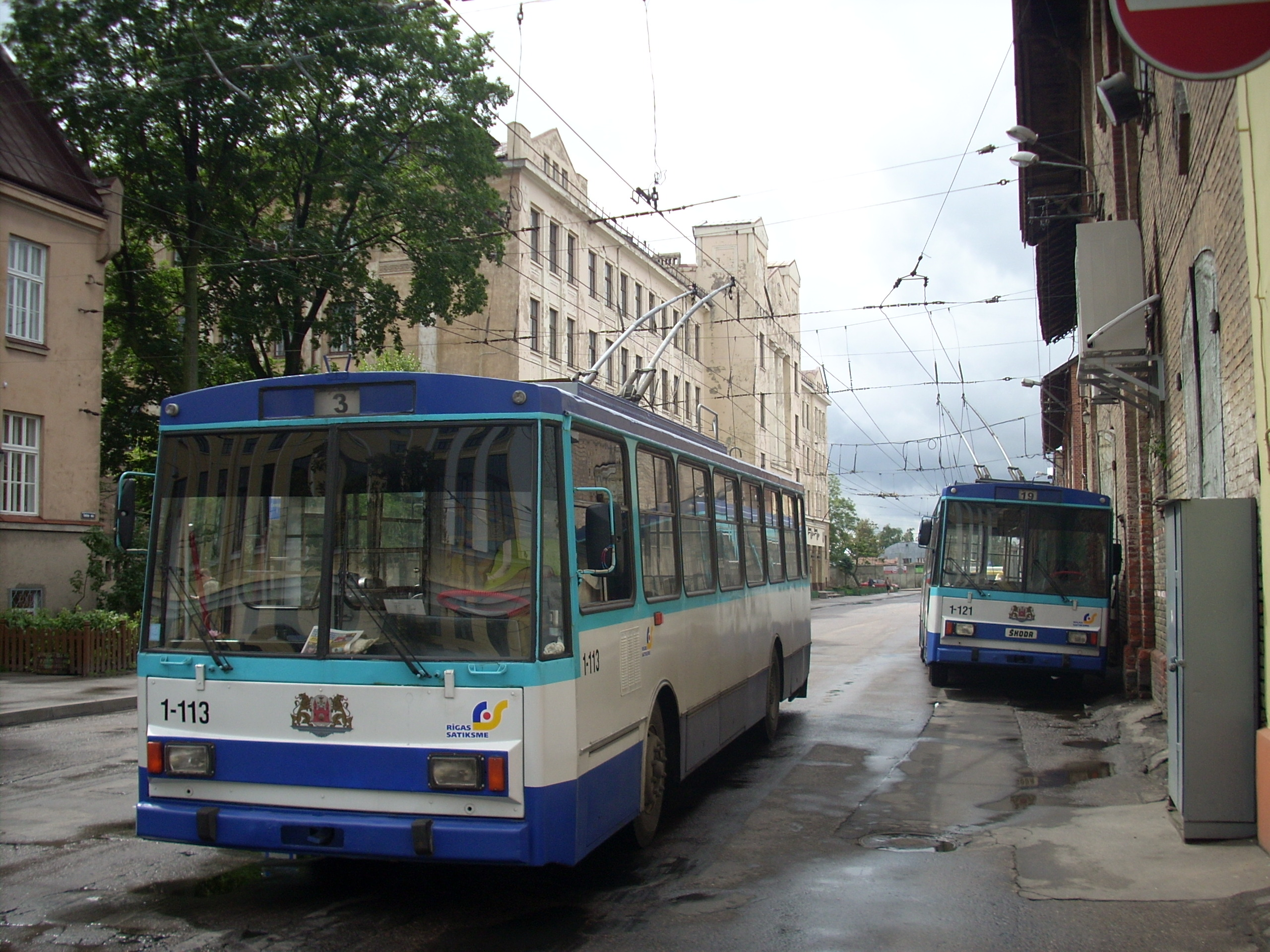
Тролейбуси на кінцевій зупинці на Риги

| Виробник                   | Модель                   |
| -------------------------- | ------------------------ |
| Solaris Bus & Coach        | Trollino 18 I (GST-18)   |
| Solaris Bus & Coach        | Trollino 18 II (GST-18)  |
| Solaris Bus & Coach        | Trollino 18 III (GST-18) |
| Škoda                      | Irisbus 24Tr             |
| Škoda, Solaris Bus & Coach | 27Tr                     |

| Виробник    | Модель   |
| ----------- | -------- |
| Škoda       | 8Tr      |
| Škoda       | 9Tr      |
| Škoda       | 12Tr     |
| Škoda       | 14Tr     |
| Škoda       | 14TrM    |
| Škoda       | 15Tr     |
| Škoda       | 15TrM    |
| Белкомунмаш | АКСМ-333 |
| Белкомунмаш | АКСМ-321 |

## Трамваї

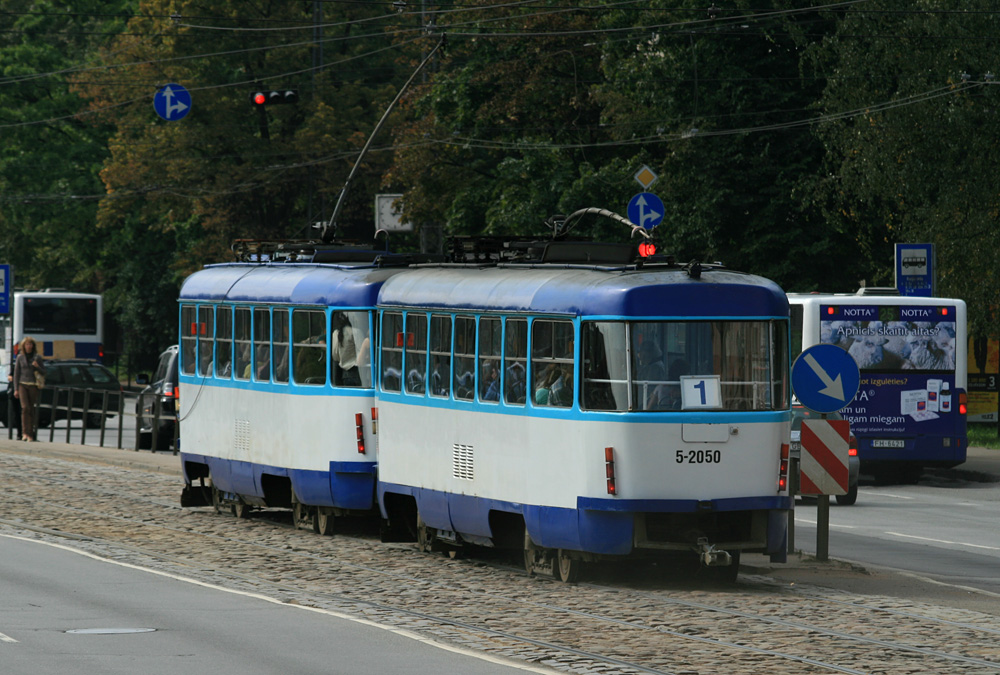
Трамвай Tatra T3A на вулицях Риги

Наразі у Ризі є 8 трамвайних ліній, а вагонний парк складається із 252 трамвайних вагонів. Загальна довжина трамвайних маршрутів становить 99,52 км. У місті експлуатують два типи трамвайних складів: Tatra T3A (T3SU), які були доставлені у період між 1974 та 1987 роком, та Tatra T3MR un Tatra T6B5 (T3M), які, у свою чергу, були доставлені у 1988–1990 роках.
У 2010–2011 роках було прийнято ще 20 вироблених у Чехії низькопідлогових трамваїв Škoda 15T. Спочатку вони курсували лише на 6-му маршруті, а з 2013 року — і на 11-му маршруті; зараз вони курсують і на 1-му маршруті (об'єднані 4-й та 6-й маршрути). Перший такий трамвай був отриманий 29 березня 2010 року і з 1 червня 2010 року він почав курсувати по 6-му маршруту.

### Історія
23 серпня 1882 року було відкрито перші лінії кінних трамваїв, у яких були задіяні 95 коней. У введенні нового виду транспорту Ригу випередила Лієпая, де вже у 1889 році почали працювати перші електричні лінії вуличної залізниці у Прибалтиці. У 1900 році було засноване Ризьке трамвайне акціонерне товариство (Rīgas tramvaju akciju sabiedrība), а 23 липня 1901 року по вулиці Александра (зараз — вулиця Брівібас) почав курсувати перший електричний трамвай.
З 1901 по 1914 рік було прокладено 10 нових трамвайних ліній, приблизна загальна довжина яких складала 50 км; таким чином, у 1914 в місті працювало 16 трамвайних ліній. Найбільші пасажирські перевезення у довоєнний час виконувалися у 1913 році, коли загальна кількість пасажирів досягла показника у 52,1 млн осіб. У 1915 році 9 трамвайних ліній було прокладено до Саркандаугави, Кєйзармежса (зараз — Межапаркс), Страздмуйжі, порцелянової фабрики Кузнєцова та Бішумуйжі.
Після Першої світової війни через зменшення кількості мешканців Риги пасажирські перевезення трамваями також зменшилися. У 1928 діяло 9 трамвайних ліній, якими були перевезені 48,2 млн пасажирів. Після Другої світової війни загальна кількість трамвайних ліній та їх довжина суттєво не збільшилися, але покращилася їх якість. Двоосні вагони були замінені чотирьохосними, також знизилися тарифи на проїзд.
Через розвиток тролейбусного та автобусного сполучення у 1950-1960-х рр. почала домінувати думка про те, що трамвай є старомодним та вимираючим транспортним засобом. У цей період були ліквідовані трамвайні лінії на головних магістралях Риги за винятком вулиці Кріш'яня Барона. Втім, у 1980-х рр. почалося відродження трамвайного сполучення, збільшився об'єм пасажирських перевезень та було прокладено нову трамвайну лінію до Іманти.

### Трамвайні депо
Ризький трамвайний парк обслуговують три депо, у яких проводиться профілактичний огляд та ремонт. Трамвайне депо №3 знаходиться на вулиці Фрідрікя, 2а у Московському форштадті Риги, трамвайне депо №4 — на вулиця Типографіяс, 1 на лівому березі Даугави, а трамвайне депо №5 (колишнє трамвайне депо №1) — на вулиці Брівібас, 191. У депо №3 та №5 розміщуються трамваї, виготовлені у Чехословаччині, а у депо №4 — трамвайні вагони старого типу (до того, як їх знімуть з ліній).
Усі три трамвайних депо є складовою частиною одного проекту. Вони відрізняються за розмірами, але мають подібний дизайн, тому що були збудовані у 1900–1901 рр. за проектом архітектора П. Мандельштама. У депо №4 за аналогічними принципами спорудження підсобних приміщень у 1909 році був збудований ремонтний корпус із гардеробом для робітників, у якому також був резервуар для води у вигляді вежі. Усі трамвайні депо були реконструйовані у 1970-х рр.

### Моделі трамваїв
| Виробник | Модель             |
| -------- | ------------------ |
| Tatra    | T3 (T3SU)          |
| Tatra    | T3MR               |
| Tatra    | T6B5 (T6B5SU)      |
| Škoda    | 15T Riga (ForCity) |

| Виробник | Модель         |
| -------- | -------------- |
| RVR      | RVR-6          |
|          | RM-56 .. RM-68 |
|          | RP-61 .. RP-69 |
|          | RT-48 .. RT-54 |
|          | MTV-82         |
| RVR      | RVR-6          |

## Мікроавтобуси
З 17 липня 2014 року у Ризі загалом налічується 23 мікроавтобусні маршрути. Усі маршрути обслуговує субпідрядник Rīgas satiksme — повне товариство «Rīgas mikroautobusu satiksme» (RMS), але до 2013 року, коли RMS почала їх обслуговування, мікроавтобусні маршрути були розділені між перевізниками ТОВ «DMK», ТОВ «Centība N», ТОВ «Blands», АТ «Rīgas taksometru parks», ТОВ «Kort», ТОВ «Taksi.lv» і ТОВ «VAS SV».
| Маршрут                                                              | № маршруту |
| -------------------------------------------------------------------- | ---------- |
| Югла — Плявнієкі                                                     | 203        |
| Югла — Плявнієкі — Центр                                             | 204        |
| Автовокзал — Межціємс                                                | 206        |
| Пурвціємс — Румбула                                                  | 209        |
| Центр — Дрейлині                                                     | 214        |
| Центр — Мангальсала                                                  | 224        |
| Центр — Зієпнієккалнс                                                | 233        |
| Еспланада — Іманта                                                   | 237        |
| Центр — Аеропорт                                                     | 322, 241   |
| Центр — Ільгюціємс                                                   | 244        |
| Плявнієкі — Болдерая — Даугавгріва                                   | 246        |
| Центр — Болдерая — Даугавгріва* *- курсує лише у робочі дні          | 346        |
| Межціємс — Шампетерис                                                | 263        |
| Лікарня ім. П. Страдиньша — Лікарня «Лінезерс» — Лікарня «Гайлєзерс» | 271        |
| Привокзальна площа — Вецдаугава                                      | 300        |
| Центр — Кєнгарагс                                                    | 316        |
| вул. Базніцас — Золітуде                                             | 336        |
| Іманта — Плявнієкі                                                   | 338, 370   |

## Історія квитків у громадському транспорті
Види та ціни квитків на громадський транспорт Риги за час його існування постійно змінювалися. Невдовзі після відкриття трамвайного сполучення у місті вартість проїзду у закритому вагоні першого класу становила 5 копійок; у 1908 році вона зросла до 6 копійок. Проїзд на відкритій платформі вагону коштував 3 копійки, для школярів вартість проїзду складала 2 копійки.
У 1931 році трамвайний квиток коштував 17 сантимів. За часів Латвійської республіки також існували пересадкові квитки, на яких була вказана зона проїзду; такі квитки мали обмежений термін дії. 
У 1941-1945 рр. звичайні квитки коштували 5 та 10 рейхсмарок, а пересадкові — 7 та 15 рейхсмарок. У 1941-1944 рр. використовувалися т. зв. блокові квитки, які можна було використати для проїзду на трамваї та заплатити за перевезення багажу або собаки. Після жовтня 1944 року, коли було відновлено зруйноване під час Другої світової війни трамвайне сполучення, вартість проїзду складала 30 копійок; після грошової реформи 1961 року вона становила 3 копійки. У 1947 році через появу тролейбусів квитки на проїзд на них спочатку коштували 20 копійок, а з 1961 року — 4 копійки.
До 1975 року у трамваях та тролейбусах Риги пасажирів обслуговували кондуктори. Згодом квитки для проїзду можна було придбати у встановлених у транспорті квиткових автоматах. В автобусах також були встановлені механічні автомати, які приймали лише монети номіналом 5 копійок; гроші більшого номіналу можна було розміняти у водія.
У вересні 1996 року у рамках експерименту в автобусах знову почали працювати кондуктори. У 1997 році у трамваях і тролейбусах кондуктори були введені самостійно. У тролейбусах кондуктори у тестовому режимі з'явилися 15 травня 1997 року  на маршрутах №9 та №21 (зараз тролейбусний маршрут №25).
У 2000 році вартість квитка було підвищено із 18 до 20 сантимів. З 1 березня 2007 року у трамваях перестали працювати кондуктори і квитки, придбані у точках продажу, необхідно було компостувати.
З 1 лютого 2007 року вартість квитка була підвищена до 30 сантимів. Для непрацюючих пенсіонерів, пенсія яких не перевищувала 75% від вартості товарного і службового кошика прожиткового мінімуму, вартість одноразового квитка за проїзд складала 15 сантимів. З 1 січня 2008 року варість квитка була підвищена до 40 сантимів, але у транспортних засобах, де не було кондукторів, за квитки, придбані у водія, треба було сплачувати 50 сантимів. З 1 квітня 2008 року у ризьких тролейбусах перестали працювати кондуктори, замість них були встановлені електронні компостери.

## E-талон
Е-талон — це єдиний електронний квиток та засіб безготівкового розрахунку за проїзд у громадському транспорті Риги. До введення системи електронного розрахунку у громадському транспорті було проведено дослідження поточної ситуації та можливості, яке включало в себе технологічну, економічну та юридичну оцінку. Один з етапів дослідження був завершений на початку 2007 року, коли було розроблено і затверджено модель введення електронного квитка та заснування спільного підприємства. У тому ж році був обраний партнер для співпраці, яким стала американська компанія ACS (Affiliated Computer Services, Inc.), системи електронних квитків якої діють у Парижі, Ліоні, Тулузі, Варшаві, Цюриху, Х'юстоні, Монреалі та Мельбурні. Всі продукти Е-талона були введені у повному обсязі та почали діяти з 1 травня 2009 року. Починаючи з цієї дати одноразові квитки старого зразка були недійсними. Загалом на введення Е-талона було витрачено 14 млн латів (бл. 19 млн євро), і щорічно на підтримання цієї системи необхідно 5,5 млн латів (бл. 8 млн євро). 
До 31 січня 2015 року одна поїздка у громадському транспорті Риги коштувала € 0,60 та € 1,20 при купівлі квитка у водія (проїзд у мікроавтобусах коштував € 1,00).
Починаючи з 1 лютого 2015 року одна поїздка у громадському транспорті Риги та мікроавтобусах коштує € 1,15, але при купівлі квитка у водія ціна становить € 2,00.

## Залізничне сполучення у Ризі

### Історія
Свого часу у Ризі на території міста існували дві пасажирські залізничні лінії: 

#### Залізнична лінія Рига — Мангалі
Оскільки у Ризі 19 років не було товарних складів та зупинок, керівництво Ризько — Даугавпілського залізничного товариства почало шукати нові території у гирлі Даугави. Одним із таких місць були Мангалі (Мілгравіс), тому туди було прокладено залізничну лінію, спорудження якої завершилося у 1872 році. Вже із самого початку на цій залізничній лінії курсували і пасажирські поїзди. У 1892 році від лінії побудували відгалуження до міського елеватору на острові Андрейсала, де у 1907 році була побудована станція Ригас-Краста, але від зупинки Ґанібу Постеніс у 1903 році було прокладено відрізок завдовжки 2 км та побудовано станцію Рига-Пречу, якої наразі більше не існує. У 1930 році неподалік від станції Мангалі лінія знову була розгалужена, також було збудовано станцію Дзірнупе, від якої почалася  побудова Дзірнупсько — Руїєнської залізниці. Після відкриття у 1933 році першого відрізку залізниці до Вецаків, які на той час ще не входили до складу Риги, Ризько — Мангальська лінія припинила своє існування. У 1950-х рр. назву станції Мангалі було перенесено на станцію Дзірнупе. На колишній Мангальській лінії також знаходяться станції Браса (з 1872 року — платформа Військового госпіталю (Kara hospitāļa platforma), з 1919 року — Брасла, з 1938 року — Браса) та Саркандаугава (спочатку вона називалася «Олександрівська висотна платформа» (Aleksandra Augstumu platforma), сучасну назву вона має із 1919 року, коли станція була відновлена у 1925 році); від останньої станції у радянські часи також було побудовано відгалуження та дитячу залізницю у Межапарку. У 1997 році її було ліквідовано. Територія колишньої станції Мілгравіс (пізніше — Мангалі) з 2000 року приватизована та перебуває під охороною, тому побачити сучасний стан будівлі станції неможливо. У супутникових підприємствах згадані будівлі також не видно.

#### Залізнична лінія Рига — Болдерая
Приблизно у той самий час, у 1873 році, товариство Ризько — Болдерайської залізниці відкрило залізничну лінію Рига — Болдерая, яка спершу починалася від лінії Рига — Даугавпілс на станції, яка знаходилася на території сучасної вулиці 13 січня і яка пізніше називалася Рига-ІІ (після спорудження нового залізничного мосту станцію було ліквідовано). Спочатку на лінії фактично курсували лише пасажирські поїзди, але до кінцевої станції лінії — Даугавгріви — ходили поїзди із лінії Рига — Єлгава. З 1919 року пасажирські поїзди до Даугавгріви більше не ходили. На той час Болдерая була самостійним поселенням, яке було приєднано до Риги лише у 1924 році; внаслідок цього ця залізнична лінія тепер повністю знаходилася на території Риги. Пасажирське сполучення на лінії Рига — Болдерая було припинено у 1959 році.
У 1980-х рр. деякий час стояло питання про відновлення пасажирського сполучення на цій лінії, коли шукалися альтернативи так і не спорудженому Ризькому метрополітену.
Одного часу також існував залізничний маршрут на лінії Рига — Тукумс, який повністю проходив по території Риги:

#### Рига — Юрмала
Юрмала як місто з'явилася 2 березня 1920 року, коли уряд Латвії об'єднав окремі селища Ризького узмор'я між Ризькою затокою та річкою Лієлупе в одне місто, яке отримало назву Ригас-Юрмала (Ризьке Узмор'я, Rīgas Jūrmala). У 1946 році у рамках територіальної реформи уряд Латвійської РСР приєднав місто до Риги як окремий, Юрмальський район, у 1949 році до цього району було приєднано селище Прієдайне і за межами Риги лишилося лише місто Бабіте. Якби не так, у Ризі був би лише один пасажирських маршрут, який проходив би лише по території міста — Рига — Дубулти. 11 листопада 1959 року Юрмальський район вийшов зі складу Риги та став містом під назвою Юрмала, до якого ввійшла уся територія попереднього міста Ригас-Юрмала та іще два невеликих міста: Слока та Кємері.

## Водне сполучення у Ризі
Водне сполучення у Ризі було розвинутим вже давно — коли Даугаву й озера Кішезерс та Юглас використовували баржі і пороми, а пізніше і пароплави та річкові трамваї, які перевозили як пасажирів, так і товари. Регулярне річкове пароплавне сполучення Риги має давню історію. Воно було відкрите у 1853 році. Міські пасажирські кораблики регулярно курсували на чотирьох лініях — із Старого міста до Агенскалнса, Ільгюціємса, Кліверсали та Зундса, а також далі — до Юрмали, Єлгави та Калнціємса. З часом перевезення здійснювали або приватні підприємці, або Ризьке міське самоврядування, хоча близько 1990 року, до здобуття Латвією державної незалежності, регулярне корабельне сполучення Даугавою припинилося, коли цей вид транспорту, ймовірно, також втратив своє значення, і власники кораблів почали пропонувати розважальні подорожі.
До війни у Ризі були наступні корабельні маршрути:
1) пороми: 
- Центр Риги — Закюсала
- Кундзиньсала — Саркандаугава

2) маршрути до Кєкави, Болдераї та Єлгави (подібні маршрути були і після війни, але вони мали принаймні одну, пізніше неіснуючу зупинку — лісопильню Домбровського в Мілгравісі); головною зупинкою суден була Набережна 11 листопада по обох боках Понтонного мосту (приблизно там, де і зараз — по обох боках Кам'яного мосту), яка відділяла південні маршрути до Кєкави від північних маршрутів. 
3) окрім вищезгаданих, існували наступні маршрути:
- Старе місто — Яхтклуб (вул. Баласта дамбіс)—Агенскалнс
- Старе місто — Баласта дамбіс — Оселедцевий відходник — Цементна фабрика — Ільгюціємс
- Старе місто — Кундзиньсала — Саркандаугава — Лодерис — Яунмілгравіс — Яунціємс